# Il pomo d'oro

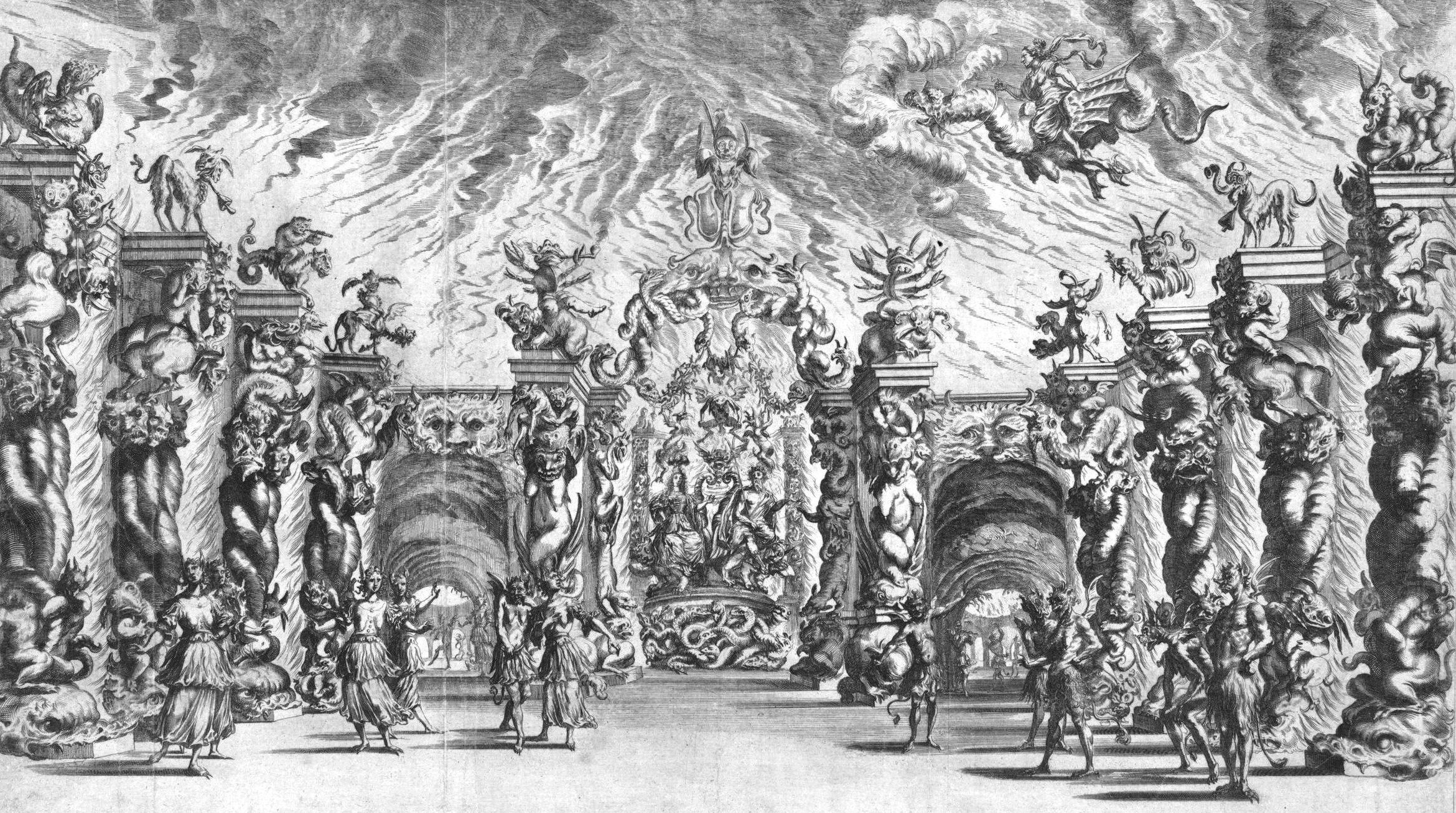
Dekor till scenen i underjorden: Il pomo d'oro från 1668.

Il pomo d'oro (Guldäpplet) är en italiensk opera (festa teatrala) i en prolog och fem akter med musik av Antonio Cesti och libretto av Francesco Sbarra efter den antika myten om prins Paris.

## Historia
Operan var tänkt att uppföras i samband med bröllopet mellan den spanska prinsessan Margarita Teresa och den tysk-romerske kejsaren Leopold I, som själv hade komponerat en del av musiken. Av olika anledningar fördröjdes uppförandet till juli 1668 i Wien i anslutning till kejsarinnans födelsedag. Operan var så lång att den fick delas upp på två speldagar: prologen, akt I och II uppfördes den 12 juli och akterna III-V den 14 juli. Verket innehöll 47 roller, en stor orkester, 24 extravaganta scener och ett komplicerat scenmaskineri med skeppsbrott och ett rasande torn på scen. 

## Personer

### Prologen
- Spagna (Spanien) (Sopran)
- Italia (Italien) (Altkastrat)
- Regno D'Ungheria (Kungariket Ungern) (Tenor)
- L'Impero (Det Tysk-romerska riket) (Bas)
- Sardegna (Kungariket Sardinien) (Sopran)
- Regno Di Boemia (Kungariket Böhmen) (Altkastrat)
- L'America (Amerika) (Tenor)
- Stato Patrimoniale (Balansräkningen) (Bas)
- La Gloria Austriaca (Den österrikiska äran) (Sopran)
- Amore (Amor) (Sopran)
- Himeneo (Hymenaios) (Altkastrat)

### Huvudhandlingen
- Adrasto (Adrastos) (Altkastrat)
- Aglaie (Aglaia) (Sopran)
- Alceste (Alkestis) (Altkastrat)
- Aletto (Alekto) (Sopran)
- Apollo (Apollon) (Altkastrat)
- Aurindo (Aurindus) (Altkastrat)
- Austro (Anemoi) (Tenor)
- Bacco (Bacchus) (Bas)
- Caronte (Charon) (Bas)
- Cecrope (Kekrops) (Bas)
- Ennone (Oinone) (Sopran)
- Eolo (Aiolos) (Bas)
- Eufrosine (Eufrosyne) (Sopran)
- Euro (Okänd)
- Filaura (Tenor)
- Ganimede (Ganymedes) (Altkastrat)
- Giove (Jupiter) (Bas)
- Giunone (Juno) (Sopran)
- Ebe (Hebe) (Sopran)
- la Discordia (Tvedräkten) (Sopran)
- l’Elemento Del Foco (Eldens element) (Altkastrat)
- Marte (Mars) (Tenor)
- Megera (Megära) (Alt)
- Mercurio (Mercurius) (Altkastrat)
- Momo (Momos) (Bas)
- Nettuno (Neptunus) (Bas)
- Pallade (Pallas) (Sopran)
- Paride (Paris) (Tenor)
- Pasithea (Alt)
- Plutone (Pluto) (Bas)
- Proserpina (Proserpina) (Sopran)
- Tisifone (Sopran)
- Un Sacerdote (En präst) (Bas)
- Un Soldato (En soldat) (Tenor)
- Venere (Venus) (Sopran)
- Volturno (Okänd)
- Zeffiro (Soprankastrat)

## Handling
Gudarna ber den trojanske prinsen Paris att välja ut den vackraste bland gudinnorna Venus, Juno och Pallas (Minerva). Han väljer Venus och ger henne Tvedräktens gyllene äpple. I anslutning till den antika myten uppträder tre nya karaktärer: Momus, en komisk gestalt i den venetianska operatraditionen, den vänliga sjuksköterskan Filaura och herden Aurindo som älskar Ennone som i sin tur älskar Paris. Den sköna Helena, föremålet för Paris tillbedjan, förekommer inte alls i operans handling. En stor del av handlingen upptas av de tre gudinnornas försök att vinna guldäpplet. Librettot är utformat så att varje akt erbjuder många tillfällen till sceniska effekter. Det finns även baletter, bara i sista akten förekommer det tre stycken. Sbarra avslutar operan med att Jupiter vänder sig till publiken och ger äpplet till kejsarinnan Margarita Teresa.